# Маланьино (коммуна)
Маланьи́но (итал. Malagnino) — коммуна в Италии, располагается в регионе Ломбардия, в провинции Кремона.
Население составляет 1145 человек (2008 г.), плотность населения составляет 115 чел./км². Занимает площадь 10 км². Почтовый индекс — 26030. Телефонный код — 0372.
Покровителем коммуны почитается святой архангел Михаил, празднование в первое воскресение октября.

## Демография
Динамика населения:

## Администрация коммуны
- Официальный сайт: http://www.comune.malagnino.cr.it/ Архивная копия от 10 апреля 2010 на Wayback Machine